# ベルックス・ブカサ・カソンゴ
ベルックス・ブカサ・カソンゴ（Belux Bukasa Kasongo、1979年8月13日 - ）は、コンゴ民主共和国の元サッカー選手。元コンゴ民主共和国代表。ポジションはMF。
ベルックス・ブカサ・カソンガ（Belux Bukasa Kasonga）と表記される事もある。

## タイトル
BECテロ・サーサナFC
- タイ・リーグカップ: 2014